# Ludność Oleśnicy

Herb miasta Oleśnica

## LudnośćOleśnicy
- 1875 - 8 874[1]
- 1880 - 10 157[1]
- 1885 - 10 276   (włącznie z wojskiem)[2]
- 1890 - 10 167   (w tym 268 Żydów)[1]
- 1925 - 14 465   (w tym 120 Żydów)[1]
- 1933 - 15 729   (w tym 114 Żydów)[1]
- 1939 - 18 183
- 1946 - 4 246   (spis powszechny)
- 1950 - 10 552   (spis powszechny)
- 1955 - 15 214
- 1960 - 20 022   (spis powszechny)
- 1961 - 20 800
- 1962 - 21 500
- 1963 - 22 300
- 1964 - 23 000
- 1965 - 23 321
- 1966 - 24 000
- 1967 - 25 200
- 1968 - 25 900
- 1969 - 26 700
- 1970 - 27 600   (spis powszechny)
- 1971 - 28 100
- 1972 - 28 600
- 1973 - 29 700
- 1974 - 30 660
- 1975 - 31 978
- 1976 - 32 800
- 1977 - 33 200
- 1978 - 32 500   (spis powszechny)
- 1979 - 32 700
- 1980 - 33 104
- 1981 - 33 282
- 1982 - 33 829
- 1983 - 34 923
- 1984 - 35 541
- 1985 - 35 752
- 1986 - 36 135
- 1987 - 36 451
- 1988 - 37 529   (spis powszechny)
- 1989 - 37 830
- 1990 - 38 187
- 1991 - 38 318
- 1992 - 38 618
- 1993 - 38 733
- 1994 - 38 893
- 1995 - 38 934
- 1996 - 39 021
- 1997 - 38 940
- 1998 - 38 913
- 1999 - 38 903
- 2000 - 38 953
- 2001 - 38 904
- 2002 - 37 276 (spis powszechny)
- 2003 - 37 186
- 2004 - 36 968
- 2005 - 36 928
- 2006 - 36 927
- 2007 - 36 840
- 2008 - 36 947
- 2009 - 36 936
- 2010 - 37 079[a]
- 2011 - 37 118 (spis powszechny, stan na 31 marca)
- 2011 - 37 191
- 2012 - 37 334
- 2013 - 37 303
- 2014 - 37 355
- 2015 - 37 450
- 2016 - 37 366
- 2017 - 37 300
- 2018 - 37 242
- 2019 - 37 142
- 2020 - 35 931[b]
- 2021 - 35 856 (spis powszechny, stan na 31 marca)
- 2021 - 35 640
- 2022 - 35 346

## Powierzchnia Oleśnicy
- 1995 - 20,95 km²
- 2006 - 20,96 km²